# Tiffany Welles
Tiffany Welles è un personaggio della serie televisiva Charlie's Angels interpretato da Shelley Hack. Ha partecipato alla quarta stagione.

## Storia
Elegante e sofisticata, Tiffany è figlia di un amico di Charlie e si è diplomata all'Accademia di Polizia di Boston con il massimo dei voti. Ha maniere molto educate ed è molto colta: la sentiamo fare citazioni in latino (insegnatole da sua madre), la vediamo suonare il violoncello e in due episodi (Angeli alle nozze e Angeli di vita) afferma di suonare il violino. Durante i suoi anni di università, è stata la presidente della Kappa Omega Psi al Whitley College (Angeli al college). Considerata molto sensitiva da un professore di parapsicologia, durante gli anni del college, ha avuto esperienze anche nel campo dell'occulto e della parapsicologia, lavorando per il medium Hans Kempler (L'Angelo sensitivo).
Non è un tipo emotivo e il suo sense of humour è sempre pungente. È molto diretta e va subito al punto della questione.
Crea subito un forte legame con Kris e Kelly e la loro amicizia sembra essere più genuina di quella che si instaura fra gli altri Angeli: nell'episodio Vecchio sentiero per un Angelo, per esempio, in cui Jill viene rapita, è Tiffany a trascorrere la notte in biblioteca per controllare mappe e documenti così da aiutare Kris a trovare sua sorella. In Due Angeli... un amore... è Tiffany che cerca di consolare sia Kelly che Kris in un momento in cui le due colleghe si trasformano in rivali in amore. Ed è proprio lei a capire che l'uomo di cui sono innamorate è stato assassinato e a cercare di far tornare le due donne a lavorare ancora insieme.
Nonostante sia una delle protagoniste della serie, produttori e sceneggiatori hanno ritagliato per lei un ruolo stranamente marginale per quasi tutto il telefilm, sin dal suo debutto, tanto da essere stata protagonista solo di due episodi su 26 (i succitati Angeli al college e L'Angelo sensitivo), andati in onda circa a metà stagione. Forse anche per questo motivo, il pubblico non riesce ad affezionarsi a questo Angelo e sente sempre più la mancanza di Sabrina. Charlie's Angels comincia a perdere ascolti e si piazza solo 20° nella classifica Nielsen della stagione televisiva 1979/80.